# Laguna de Duero
Laguna de Duero är en stad och kommun i provinsen Valladolid i den autonoma regionen Kastilien och León i nordvästra Spanien. Staden ligger nära floden Duero, cirka 7,5 kilometer söder om Valladolid. Kommunen har 22 907 invånare (2024), på en yta av 29,23 km².